# Luka Mihov Bunić
Luka Mihov Bunić (Luko Mihov Bona) (Dubrovnik, 1708. − Dubrovnik, 1778.), hrvatski pjesnik i prevoditelj, dubrovački vlastelin i lokalni političar. 

## Životopis
Rodio se je u Dubrovniku. Bio je visoki dužnosnik Dubrovačke Republike, kojoj je bio knezom šest puta. 
Djed je hrvatskog književnika Pijerka Bunića Lukovića.

## Djela
Na latinskom jeziku pisao je epigrame, ode, epitafe, satiru i pohvale. 
Prevodio je španjolske i talijanske pjesnike, a od klasičnih autora prevodio je Horacija, Vergilija i Anakreonta.
Spjevao je djelo Arion u rieku, Aretuza u goru.